# Anterrieux
Anterrieux ist eine französische Gemeinde mit 122 Einwohnern (Stand: 1. Januar 2022) im Département Cantal in der Region Auvergne-Rhône-Alpes. Sie gehört zum Kanton Neuvéglise-sur-Truyère und zum Arrondissement Saint-Flour.

## Lage
Nachbargemeinden sind Chaudes-Aigues im Westen und im Nordwesten, Maurines im Norden, Arzenc-d’Apcher, Fournels und Saint-Juéry im Osten, Chauchailles im Südosten und Deux-Verges im Südwesten. Das Gemeindegebiet liegt im Regionalen Naturpark Aubrac.

## Bevölkerungsentwicklung
| Jahr                       | 1962 | 1968 | 1975 | 1982 | 1990 | 1999 | 2008 | 2015 |
| -------------------------- | ---- | ---- | ---- | ---- | ---- | ---- | ---- | ---- |
| Einwohner                  | 147  | 132  | 141  | 112  | 124  | 130  | 128  | 123  |
| Quellen: Cassini und INSEE |      |      |      |      |      |      |      |      |